# Carrion
Carrion ist ein Computerspiel entwickelt von Phobia Game Studio und veröffentlicht von Devolver Digital. Es erschien am 23. Juli 2020 für Microsoft Windows, macOS, Linux, Nintendo Switch und Xbox One. Eine Portierung für PlayStation 4 erschien am 22. Oktober 2021.

## Spielprinzip
Es handelt sich um eine umgekehrte Monsterjagd, bei welcher der Spieler das Monster steuert. Durch neue Fähigkeiten des Ungeheuers werden nach und nach neue Wege möglich, wie in einem Metroidvania üblich. Das Tentakelmonster ist dabei verwundbar. Durch das Fressen von getöteten Menschen wird das Monster stärker und kann sich regenerieren.

## Entwicklung
Das Entwicklerteam hatte zuvor mit Butcher einen Shooter erstellt, bei dem man einen Antagonisten spielt. Die ersten Prototypen der Bewegungsabläufe des Monsters trafen bei Twitter auf hohe Resonanz der Fans. Das grobe Designziel war inspiriert von John Carpenters The Thing. Die größte Hürde war die physikalische und größtenteils prozedural generierte Darstellung des Monsters. Die schnelle Bewegungsgeschwindigkeit erschwerte zudem das Leveldesign. Als Karteneditor kam Tiled zum Einsatz, welcher auch der Spielerschaft ermöglichte eigene Levels zu kreieren. Aufgrund der COVID-19-Pandemie spielen in dem Soundtrack ausschließlich Solisten. Das Spiel enthält keine einzige Zeile Dialog, dennoch wurden 16 Synchronsprecher angeheuert, um Schreie aufzunehmen.

## Rezeption
Die Stimmung sei beklemmend, aber dennoch durch den Rollentausch auch etwas für Spieler, die dem Genre Horror abgeneigt sind. Das Konzept sei hervorragend ausgeführt und die Pixelart exzellent, das Spielgefühl flüssig. Die Umgebungen wirken teils erfunden und blieben auch nicht sonderlich in Erinnerung. Die Steuerung sei etwas fummelig. Die Fähigkeiten des Monsters seien abwechslungsreich. Rätseleinlagen seien in eher schwach ausgeprägt und die Navigation durch die Level gelegentlich unübersichtlich. Die Spielidee sei unverbraucht. Konzepte wie das Ablegen von Biomasse um zwischen den Fähigkeiten zu wechseln und die gleichförmige Umgebung seien jedoch kritikwürdig. Der Schwierigkeitsgrad sei eher niedrig. Eine Minimap fehle. Eurogamer bewertete das Spiel als empfehlenswert.